# Vinterbrødre
Vinterbrødre (Engelse titel: Winter Brothers) is een Deens-IJslandse film uit 2017, geschreven en geregisseerd door Hlynur Pálmason. De film ging op 3 augustus in première op het internationaal filmfestival van Locarno in de competitie voor het Gouden Luipaard. De film won vier prijzen in Locarno, waaronder de Europa Cinemas Label als Best European Film.

## Verhaal
De film volgt twee broers in een arbeidersmilieu tijdens een koude winter. De twee broers hebben hun routines, gewoonten en rituelen, evenals een grote kloof die zich ontwikkelt tussen hen en andere familie. Het verhaal gaat over het gebrek aan liefde, vooral gericht op de jongste broer en zijn behoefte om geliefd en gewenst te zijn.

## Rolverdeling
| Acteur                | Personage |
| --------------------- | --------- |
| Elliott Crosset Hove  | Emil      |
| Simon Sears           | Johan     |
| Peter Plaugborg       | Daniel    |
| Michael Brostrup      | Michael   |
| Victoria Carmen Sonne | Anna      |
| Lars Mikkelsen        | Carl      |

## Prijzen en nominaties
De belangrijkste:
| Jaar | Prijs                                    | Categorie                                 | Genomineerde(n)      | Uitslag  |
| ---- | ---------------------------------------- | ----------------------------------------- | -------------------- | -------- |
| 2017 | Internationaal filmfestival van Locarno  | Gouden Luipaard voor beste acteur         | Elliott Crosset Hove | Gewonnen |
| 2017 | Internationaal filmfestival van Locarno  | Europa Cinemas Label - Best European Film | Hlynur Pálmason      | Gewonnen |
| 2017 | Internationaal filmfestival van Locarno  | Junior Jury Award - First Prize           | Hlynur Pálmason      | Gewonnen |
| 2017 | Internationaal filmfestival van Locarno  | Ecumenical Jury Special Mention           | Hlynur Pálmason      | Gewonnen |
| 2017 | New Horizons International Film Festival | FIPRESCI-prijs – special mention          | Hlynur Pálmason      | Gewonnen |